# Бурсенска епархия
Бурсенската или Пруската епархия (на гръцки: Ιερά Μητρόπολη Προύσης) е епархия на Вселенската патриаршия. Диоцезът съществува от 325 до 1922 година с център в град Пруса, на турски Бурса. Титлата на предстоятеля е Митрополит на Пруса, ипертим и екзарх на Витиния (Ο Προύσης, υπέρτιμος και έξαρχος Βιθυνίας.).

## История
Пруса е основан от около 200 г. пр. Хр. от витинския крал Прусий. Пруската епископия попада под юрисдикцията на Никомидийската митрополия в 325 година. В 1190 година е повишена в митрополия. колонисти преди IV век пр. Хр. Адрамити е лидийски град, който в 422 г. пр. Хр. е заселен от гърци от Делос. След 325 година епископиите на Пергам и Адрамити са под юридсдикцията на Ефеската митрополия.
Епархията граничи с Мраморно море и Никейската митрополия на север, с Анкарската на изток, с Никейската и Анкарската на юг и с Никомидийската (Аполонийската част) на запад. Други градове са Апамия (Мудания), център на митрополия до 1318 година, Триглия (Трилие), Белокома (Биледжик).
След обмена на население между Гърция и Турция в 1922 година, на територията на епархията не остава православно население.

## Митрополити
| Име            | Име          | Управление                        | Забележка                                            | Години      |
| -------------- | ------------ | --------------------------------- | ---------------------------------------------------- | ----------- |
|                | Δανιήλ       | ~1741                             |                                                      |             |
| Антим II       | Άνθιμος      | юли 1776 – 1807 †                 |                                                      | ? – 1807    |
| Йоаникий       | Ιωαννίκιος   | август 1807 - юни 1817            | в търновски м., обесен от османците на 4 юни 1821 г. | ? – 1821    |
| Панарет        | Πανάρετος    | юни 1817 - април 1821             | от митимнийски м.                                    | ? – 1837    |
| Герасим IV     | Γεράσιμος    | април 1821 - септември 1824       | в одринска м.                                        | ? – ≥1830   |
| Никодим I      | Νικόδημος    | септември 1824 – юни 1833         | от филипийски м.                                     |             |
| Антим III      | Άνθιμος      | юни 1833 - 1 април 1837           | от серски м., в ефески м.                            | 1782 – 1878 |
| Хрисант II     | Χρύσανθος    | 1 април 1837 - 1846 †             | от смирненски м.                                     | ? – 1846    |
| Константий     | Κωνστάντιος  | юни 1846 – 21 февруари 1870 †     | от струмишки м.                                      | ? – 1870    |
| Никодим II     | Νικόδημος    | 2 април 1870 – 22 януари 1886 †   | от воденски м.                                       | ? – 1886    |
| Натанаил       | Ναθαναήλ     | януари 1886 – 25 октомври 1908    | от серски м.                                         | ? – 1910    |
| Доротей        | Δωρόθεος     | 25 октомври 1908 – 6 март 1921 †  | от никополски м.                                     | 1861 – 1921 |
| Константин III | Κωνσταντίνος | 10 февруари 1922 - 8 май 1924     | от кизически м., в деркоски м.                       | 1859 – 1930 |
| Никодим III    | Νικόδημος    | 24 май 1924 - 10 април 1935 †     | от варненски м.                                      | 1859 – 1930 |
| Поликарп       | Πολύκαρπος   | 28 януари 1936 - 16 август 1953 † | от мирски т.е. (25 декември 1927)                    | 1892 – 1953 |
| Дионисий       | Διονύσιος    | 21 юли 2003 - 6 януари 2008 †     | от новозеландски м.                                  | 1916 – 2008 |
| Елпидофор      | Ελπιδοφόρος  | 20 март 2011 — 11 май 2019        | в американски а.                                     | 1931 –      |
| Йоаким         | Μπίλλης      | 25 март 2021                      |                                                      |             |